# Diplazon aubertiator
Diplazon aubertiator là một loài tò vò trong họ Ichneumonidae.